# Bjelolasica
Bjelolasica este o arie protejată (sit de importanță comunitară — SCI) din Croația întinsă pe o suprafață de 1.671,19 ha, integral pe uscat.

## Localizare
Centrul sitului Bjelolasica este situat la coordonatele 45°15′18″N 14°59′16″E / 45.255103°N 14.987894°E.

## Înființare
Situl Bjelolasica a fost declarat sit de importanță comunitară în iulie 2013 pentru a proteja 1 specie de plante și 1 specie de animale.

## Biodiversitate
Situată în ecoregiunea alpină, aria protejată conține 5 habitate naturale: Pajiști alpine și subalpine calcaroase, Tufărișuri cu Pinus mugo și Rhododendron hirsutum (Mugo-Rhododendretum hirsuti), Pajiști alpine și boreale, Pante stâncoase calcaroase cu vegetație casmofită, Păduri ilirice de Fagus sylvatica (Aremonio-Fagion).
La baza desemnării sitului se află mai multe specii protejate:
- plante (1): Eryngium alpinum
- mamifere (1): liliacul mic cu potcoavă (Rhinolophus hipposideros)